# Трайста Михайло Гафія
Трайста Михайло Гафія (нар.. 15 червня 1965, м. Сігету-Мармацієй, Румунія) - український письменник, прозаїк та поет в Румунії, перекладач,  автор понад тридцяти художніх книг, голова Товариства українців Румунії імені Тараса Шевченка.

## Життєпис
Михайло Трайста народився в 1965 році в місті Сігету-Мармацієй на Мармарощині, за іншими даними - неподалік кордону з Україною у селі Вишня Рівня (рум. Рона де Сус), повіт Марамуреш у Румунії. Після закінчення школи працював прикордонником на кордоні Румунії і України. Пізніше (в 1997 році), в 32-річному віці вступив на факультет журналістики та філософії Універститету імені «Спіру Гарет» та чужоземних мов та літератур Бухарестського університету. Після закінчення закладу вищої освіти працював за фахом - редактором літературного часопису «Наш голос». Пізніше обіймав посаду головного редактора румунського літературного журналу «Mantaua lui Gogol» («Шинель Гоголя»). Згодом було відкрито видавництво «Mantaua lui Gogol», яке він очолив. Працює редактором літературних журналів Румунської Спілки письменників, зокрема, «Rotonda Valahă» («Волоська ротонда») та «Caligraf» («Каліграф»). Крім того, він здобув освітній ступінь мастерата «Міжкультурні комунікаційні стратегії», перебував у докторантурі Школи культур і літератур Бухарестського університету. Як науковець і журналіст вивчає міжкультурні комунікаційні стратегії, працює над дисертацією «Образ українця в російській літературі та образ росіянина в українській літературі». 
Михайло Трайста очолює Товариство українців Румунії імені Тараса Шевченка, обирався заступником голови Союзу українців Румунії, а також головою з питань Комісії культури Союзу українців Румунії. Крім того, він входив до складу комісії культури Департаменту міжетнічних відносин Румунського уряду.

## Творчість
Михайло Трайста почав друкувати свої твори в різних газетах наприкінці 1990-х років. Він автор романів «У ніч на святого Андрія» (2016; 2017), «Між коханням і смертю» (2016) й повістей «У ніч на святого Андрія» (2016), «Конокрадська честь» (2017), а також поетичних збірок «Симфонія шовкових трав» (2001), «Poezii» (2016). Крім того, з під його пера вийшли збірки дитячих оповідань «Калинові ранки» (2004), «Малинові стежки» (2008), «Степанкова читанка» (2015) та «Povestea din pădurea argintată» (2016). Він публікував свої новели та оповідання у таких збірках, як «Гуцулська душа» (2008), «Omul de dincolo & Femeia în mov» (2013), «Aproapelui cu ură» (2014), «Незнайомку у фіалковій сукні» (2016, 2017) та «Верхорівнянські оповідання» (2018). Також, гумористичні твори письменника побачили світу в збірках «Не вір своїм очам» (2009), «Кладка» (2010) та «Чесні жони» (2013), а драматичні твори - у збірках «Ibovnice cu ochi de Maramureş» (2011), «Logodnicii Amaltheiei» (2014), «Teatru» та «Scrisoare din Africa» (обидва – 2016). З під його пера вийшли збірки літературних студій «“Давидові Псалми” у творчості Т. Шевченка та молдавського митрополита Дософтея» (2015) та «Під сузір’ям слова» (2017). 
Окремі твори Михайла Трайста перекладено словацькою, болгарською, албанською та англійською мовами. Пише українською та румунською мовами. 
Михайло Трайста також працював над перекладами румунською мовою романів українських письменників: «Вершники» Юрія Яновського, «Клітка для Вивільги» Володимира Даниленка, «Кров папороті» Ігора Гургули, «Час» Миколи Хомича. Він також співавтор багатьох антологій й редактор та ілюстратор понад 40 книг.
Михайло Трайста є членом творчих спілок, зокрема, Національної спілки письменників України (НСПУ) з 2018 року, а також Спілки письменників Румунії, Спілки професійних журналістів Румунії.

## Нагороди та визнання
- Лауреат Національної премії «Олтянці та решту світа» (2010),
- премія Спілки письменників Румунії (2015),
- Національна премія Румунії «Небеса Олту» (2016),
- Національна премія «Олтянський Оскар» (2017).
- Медаль «200 років з Дня народження Тараса Шевченка» (2014),
- Медаль НСПУ «Почесна відзнака» (2017),
- Медаль «За відродження України» (2017),
- Міжнародна літературна премія імені Ірини Вільде (2017),
- Літературна премія імені Дмитра Загула (2018).